# Кућа Васиљевића у Ваљеву
Кућа Васиљевића у Ваљеву саграђена је 1902. године и спада у споменике културе од великог значаја.

## Изглед куће
На сачуваној техничкој документацији - снимку стања из 1926. године за потребе адаптације дворишног дела, потписан је "овлашћени инжењер Душан М. Матић“. Кућа је приземна са подрумом и таваном, основе у облику ћириличког слова г, краће стране окренуте према улици. Уличном, богато украшеном фасадом доминирају два прозора, наткриљена барокном тролисном атиком, коју носе профилисани пиластри. Испод прозора су балустери и прифилисане конзоле. Зидно платно симетрично деле на два дела три стилизована, геометријским фигурама декорисана пиластра. Над кровним венцем, украшеним геометријским мотивима, уздиже се атика, наглашавајући композицију уличне фасаде. Дворишни простор некада је био уређен као енглески парк са базеном у центру. Због особености архитектуре и историјско уметничких својстава, кућа Васиљевића у ваљеву је од културно историјског значаја.